# Metka
Metka je žensko osebno ime.

## Izvor imena
Ime Metka je različica ženskega osebnega imena Marjeta.

## Pogostost imena
Po podatkih Statističnega urada Republike Slovenije je bilo na dan 31. decembra 2007 v Sloveniji število ženskih oseb z imenom Metka: 3.824. Med vsemi ženskimi imeni pa je ime Metka po pogostosti uporabe uvrščeno na 70. mesto.

## Osebni praznik
V koledarju je ime Metka skupaj z imenom Marjeta.